# Nagia sacerdotis
Nagia sacerdotis là một loài bướm đêm trong họ Noctuidae.